# Copaifera venezuelana
Copaifera venezuelana är en ärtväxtart som beskrevs av Hermann August Theodor Harms och Henri François Pittier. Copaifera venezuelana ingår i släktet Copaifera, och familjen ärtväxter. Utöver nominatformen finns också underarten C. v. laxa.